# Rudolf Raschka
Rudolf Raschka (12. října 1907, Moravské Budějovice – 2. prosince 1948, Weinsberg) byl německý inženýr, farmář a politik ve Velké německé říši. Pracoval jako regionální zemědělský průvodce a od roku 1938 byl členem národněsocialistického říšského sněmu .

## Biografie
Raschka vystudoval střední školu v Jihlavě a poté nastoupil na Vysokou školu přírodních zdrojů a aplikovaných věd ve Vídni. Poté se stal prvním výkonným ředitelem organizace německých zemědělců na Moravě v Moravské Třebové, poté byl v letech 1933 až 1935 ředitelem farmářské školy ve Velkých Losinách. Raschka byl členem Asociace pro lidové a sociálněpolitické vzdělávání, sdružení založeném na teoriích autoritářského státu Othmara Spanna.
V květnu 1935 vstoupil do Sudetoněmecké strany (SdP). Do října 1938 působil jako vedoucí hlavní kanceláře SdP pro zemědělskou politiku a zemědělské otázky a v ústředí sudetoněmeckého rolnictva v Praze. Byl také členem Sudetoněmecké rady rolníků. V srpnu 1938 se stal zástupcem SdP pro populační politiku a rasové záležitosti.
Po mnichovské dohodě v listopadu 1938 vstoupl Raschka do NSDAP. Stal se okresním ředitelem Úřadu pro zemědělskou politiku Říšské župy Sudety se sídlem v Liberci. V prosinci 1938 byl zvolen do nacionalistického Reichstagu. V březnu roku 1939 vstoupil do SS, v listopadu 1939 byl povýšen na Obersturmbannführera. Raschka působil jako předseda dozorčí rady Deutsche Bodenverkehrsgenossenschaftu a byl členem dozorčí rady Deutsche Kreditanstalt v Liberci.
V lednu roku 1943 byl Raschka degradován a vyloučen z SS. V soudním řízení SS byl obviněn z úmyslného jednání proti zájmům SS. Byl také obviněn za své předchozího členství v Asociaci pro lidové a sociálněpolitické vzdělávání. V únoru roku 1943 přišel o funkci okresního ředitele Úřadu pro zemědělskou politiku. Nejvyšší stranický soud NSDAP jej v květnu 1943 vyloučil z NSDAP. Raschkův mandát v Říšském sněmu byl v září roku 1943 zrušen; místo něj nastoupil Rudolf Schittenhelm.